# 毒麦のたとえ

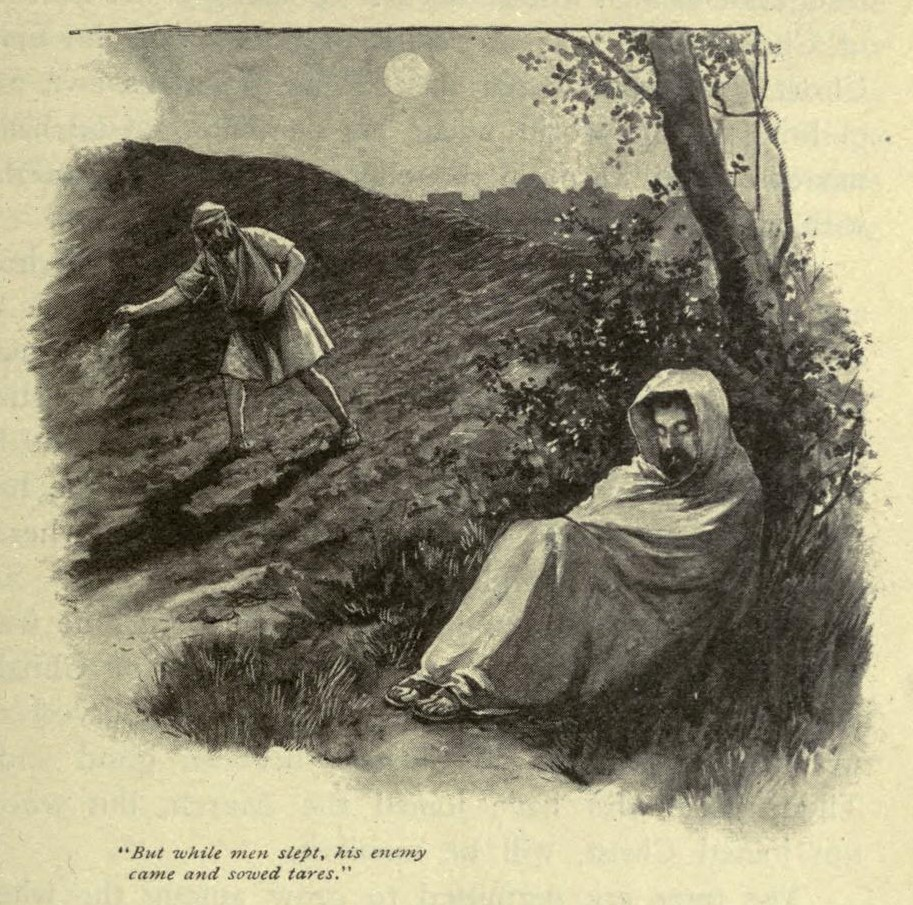
「しかし男たちが寝ている間に、彼の敵がやってきてドクムギを撒く」Christ's Object Lessons by Ellen Gould Harmon White, (1900年頃)

毒麦のたとえ（どくむぎのたとえ、英語: Parable of the Tares）は、マタイによる福音書13章24-43節でイエス・キリストが語ったたとえ話である。このたとえ話では、「ドクムギ」と考えられている厄介な雑草を畑から抜き取りたいと主張する使用人が、それでは小麦も一緒に引き抜いてしまうだろうと、両方を収穫の時まで共に育つままにするよう家の主人から命じられるというもの。
新約聖書でマタイの福音書のみに記されているたとえ話であり、より短く、解釈を伴わない同様のたとえ話が外典のトマスによる福音書に含まれている。
マタイの福音書13章36-43節が記す終末論的解釈と同時に、審判は人間の判断ではなく最終的に神にゆだねるという宗教的寛容性 (religious tolerance) の重要性を示すものとして引用されてきた。

## 聖書本文

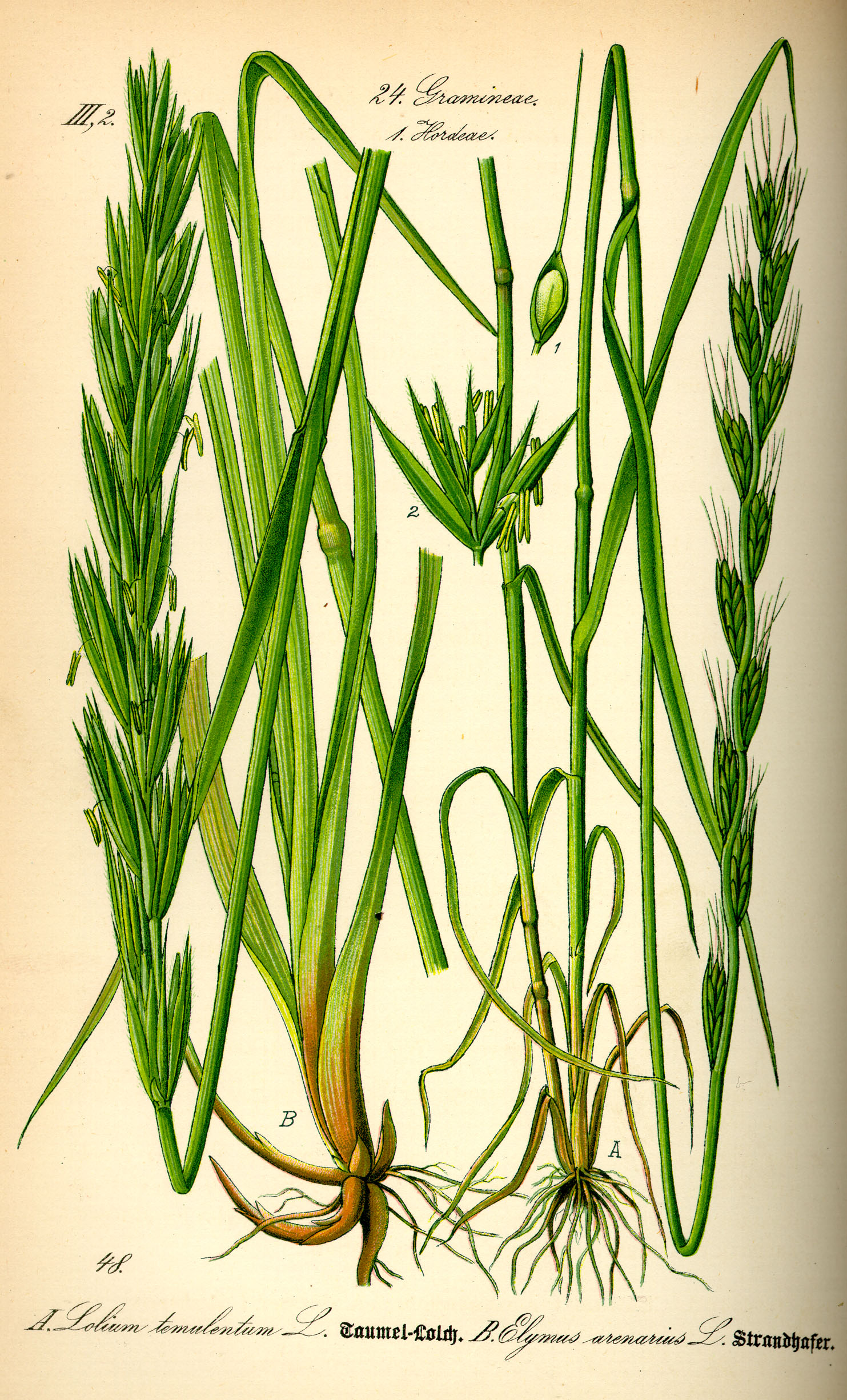
ギリシア語の ζιζάνια (ジザニア) は darnel (ドクムギ) ではないかと考えられている。

「マタイによる福音書」のたとえ話
マタイによる福音書の終末論的解釈
外典「トマスによる福音書」のたとえ話

## 語彙
欽定訳聖書で tare (毒麦) と訳された言葉は、ギリシア語の ζιζάνια (ジザニア) 、複数形のζιζάνιον（ジザニオン）であり、聖書のなかでは、新約聖書マタイの福音書13章にのみ見られ、変化形も含め8回しか登場しない言葉である。この言葉は一般的には、darnel (ドクムギ属ドクムギ: Lolium temulentum) という雑草と考えられている。 この時代、敵の畑にドクムギの種を撒くことは復讐の一般的な方法としてあったため、ローマ法は他人の麦畑に雑草の種を撒くことを禁じており、このことからも、このたとえ話が人々にとって現実的であったことがわかる。成長段階では小麦とよく似ているので識別が困難であるが、雑草とわかるほど成長すれば、根がまわりの小麦と固く絡みあい、小麦の株を傷つけ損なうことなく引き抜くことは困難となる。ドクムギの毒性は、麦角菌に関連するエピクロエ属の内生菌によって分泌される化学物質によるものであるとされる。ジザニアの訳語となった tare は、実際にはヤハズエンドウ (legume vetch) のことを指し、こちらは家畜の飼料として役立つものである。こうした名称の混乱はさらに異端論争と絡められ複雑化した。またドゥアイ・リームズ聖書ではジザニアを cockle (ムギセンノウ) と訳しており、こちらも強害雑草で、麦の収穫を大きく損なうものである。

現在、新国際版聖書 (NIV)、ニュー・リビング訳 (NLT)、標準英語訳聖書 (ESV) など多くの英語聖書では、より一般的な語として weed (雑草) を使用している。トーマス・オーデン・ラムディンの英訳による「トマスによる福音書」においても「雑草」と訳されている。

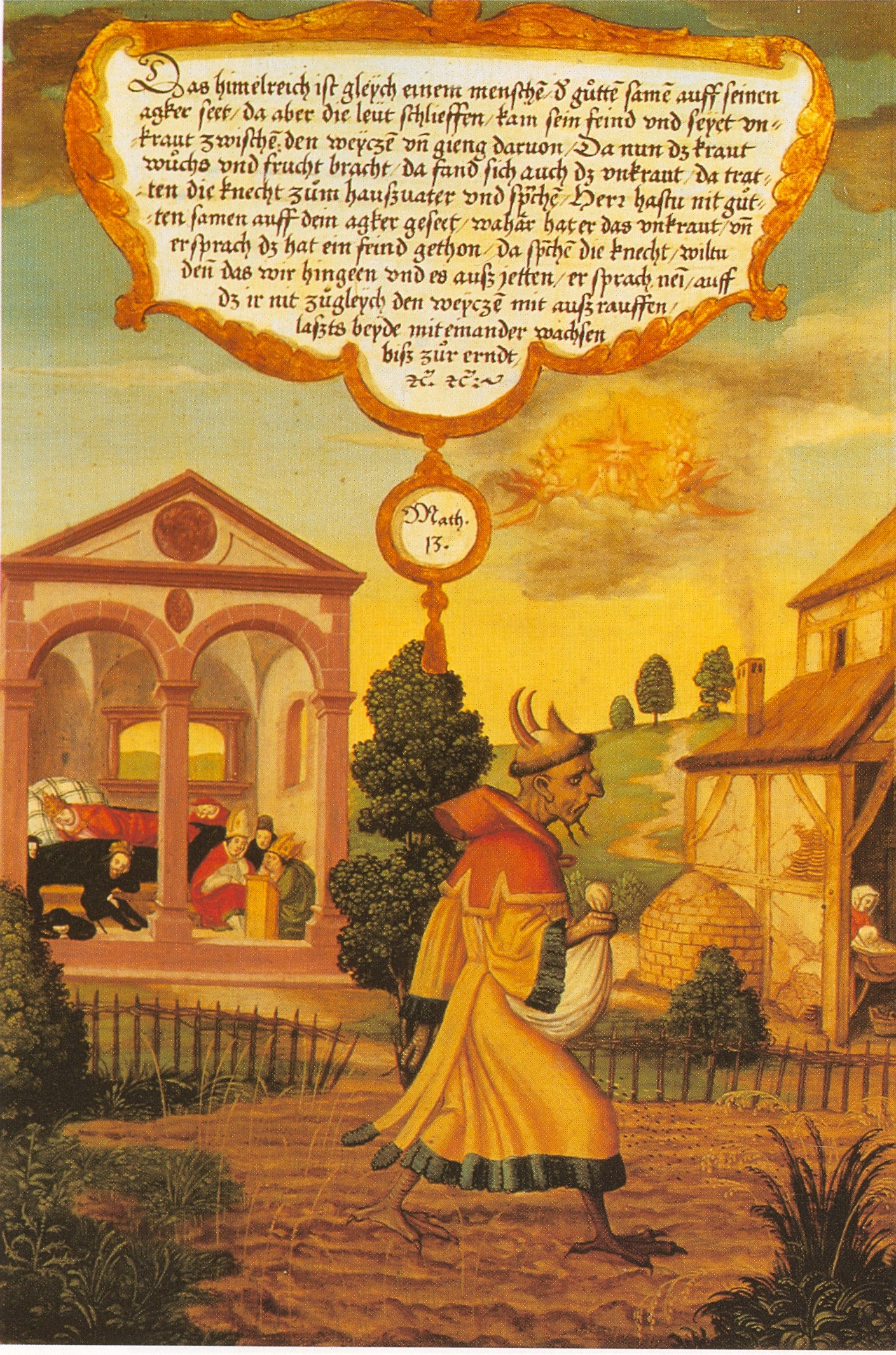
敵が来て種をまく。

## 解説
キプリアヌスは、このたとえで分派に反対した。アウグスティヌスはドナティスト論争で、毒麦のたとえを用いて、教会の分裂を非難した。マルティン・ルターはアウグスティヌスの立場を採用した。ジャン・カルヴァンはより徹底して見える教会と見えない教会を区別した。
クラス・ルーニアは20世紀のプロテスタント内に起こった『現代の宗教改革』の中で、毒麦のたとえは教会ではなく、世に対して言われたことであって、マタイ18章により、つまづきとなるものは教会から排除しなければならないとしている。すべての「教会」が真の教会ではないとし、分離を「究極的救済手段」と呼ぶルーニアは、改革の余地のない背教した教会からは離れて、キリスト教信仰を告白する者と交わりを持つことは分派ではないとするマーティン・ロイドジョンズの「レイスター会議報告書」を引用している。ルーニアは戒規なしに教会が直接、主に守られることはないとする。
岡山英雄は、進化論の影響を受けた社会的福音などでは、「毒麦の成長」が軽視されていたと指摘し、終わりの時代には毒麦が生長して、教会は患難を受けるとしている。
神の言葉は人間の心の準備に応じて結果を生みながら、人間の心の中に育っていく。そして、天の国の成長によって善人と悪人が混ざり合っていても、いつかは世の終わりの審判において正しい裁きがなされていく。イエスによるたとえの説明にあるように、種をまく人はイエス自身を指し、畑は世界を表し、毒麦をまいた敵はこの世の悪を表す。そして、刈り入れは世の終わりを指し、刈り入れをするのは神の天使たちである。しかし、イエスはこのたとえにあるように、よい麦をそのままにしておいて後の神の計らいにより悪い麦の救いを求めたのであり、神は一人をも滅びることなく多くの人々が救われることを願っていることを忘れてはならない。